# 肉叶耳草
肉叶耳草（学名：Hedyotis coreana），为茜草科耳草属下的一个植物种。